# Euphorbia pillansii
Euphorbia pillansii A.C.White & al. es una especie fanerógama perteneciente a la familia de las euforbiáceas. Es endémica de Sudáfrica en la Provincia del Cabo.

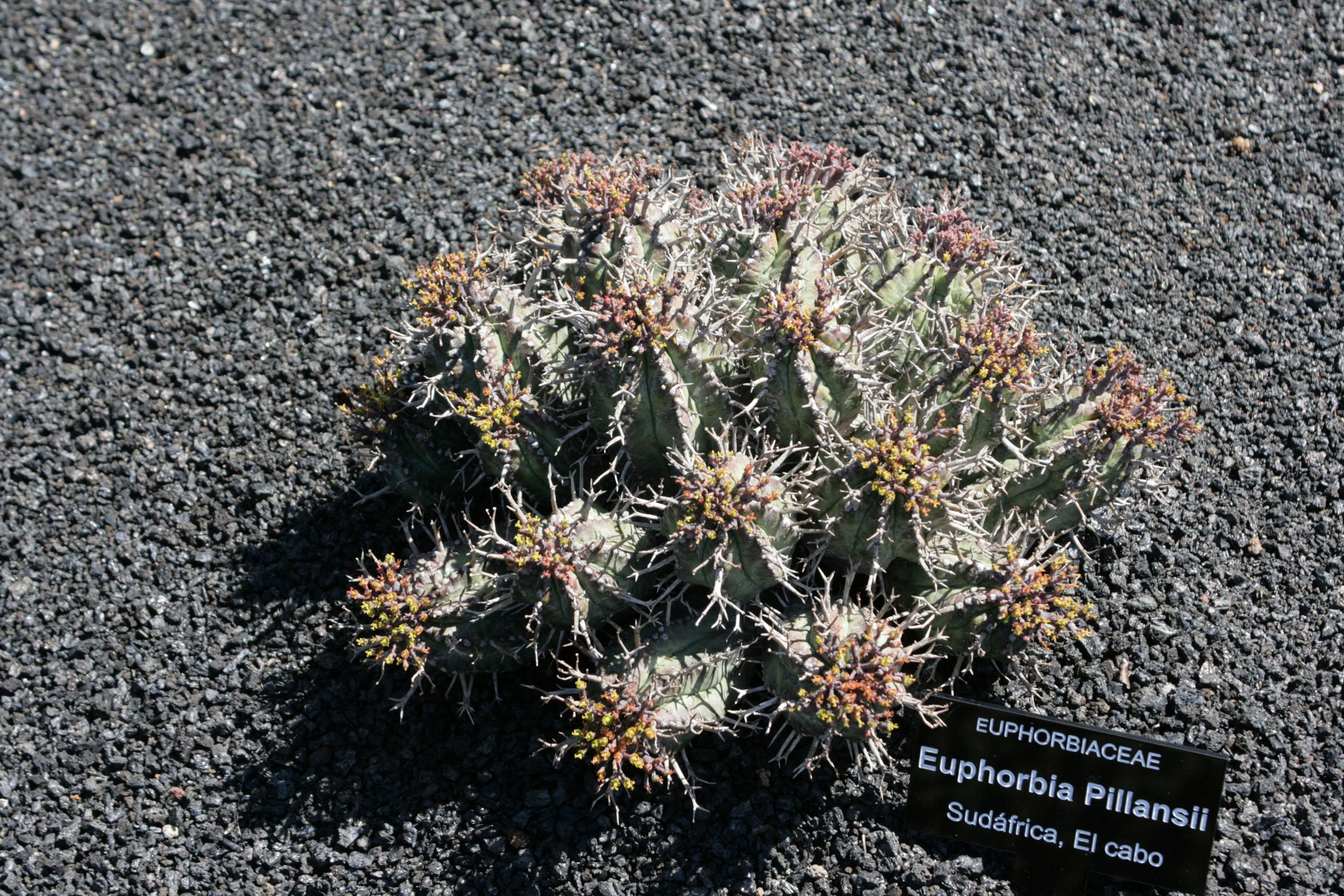
Vista de la planta

## Descripción
Es una planta suculenta perennifolia arbusto enano que alcanza un tamaño de  0.2 - 0.6 m de altura.

## Taxonomía
Euphorbia pillansii fue descrita por Nicholas Edward Brown y publicado en Bulletin of Miscellaneous Information Kew 1913: 122. 1913.
Etimología
Euphorbia: nombre genérico que deriva del médico griego del rey Juba II de Mauritania (52 a 50 a. C. - 23), Euphorbus, en su honor – o en alusión a su gran vientre –  ya que usaba médicamente Euphorbia resinifera. En 1753 Carlos Linneo asignó el nombre a todo el género.
pillansii: epíteto otorgado en honor del botánico y recolector sudafricano Neville Stuart Pillans (1884 - 1964), que trabajó para el Herbario Bolus y descubrió el holotipo y lo envió a Kew.
Variedades
- Euphorbia pillansii var. albovirens A.C.White 1941
- Euphorbia pillansii var. pillansii
- Euphorbia pillansii var. ramosissima A.C.White 1941

Sinonimia
- Euphorbia pillansii var. albovirens A.C.White, R.A.Dyer & B.Sloane
- Euphorbia pillansii var. ramosissima A.C.White, R.A.Dyer & B.Sloane
- Euphorbia stellaespina Phillips non Haw.[6]